# Rafi (partido político israelí)
Rafi (en hebreo: רַפִ"י‎  acrónimo de Reshimat Poalei Yisrael (en hebreo: רְשִׁימָת פּוֹעַלֵי יִשְׂרָאֵל‎), (traducido al español Lista de trabajadores israelíes) fue un partido político de centroizquierda de Israel  en hebreo: רְשִׁימָת פּוֹעַלֵי יִשְׂרָאֵל‎ fundado por el ex-Primer ministro de Israel y líder sionista David Ben-Gurión en 1965. En 1968 fue uno de los tres partidos que se fusionaron para formar el Partido Laborista Israelí.

## Historia
Rafi se fundó el 14 de julio de 1965 cuando David Ben-Gurión dirigió una escisión de ocho parlamentarios del Mapai, el partido gobernante, llevando con él Moshé Dayán, Shimon Peres, Jaim Herzog y Teddy Kollek, entre otros. La fractura tuvo dos causas principales; el primero fue el desacuerdo entre Mapai y el asunto Lavon; Ben-Gurión no aceptó declarar a Lavon inocente sin un comité de investigación judicial. El segundo fue la formación de la coalición Alineamiento por parte de Mapai y Ajdut HaAvodá - Poalei Tzion. El establecimiento del nuevo partido, una alianza de partidos de izquierdas, tenía como objetivo retrasar las reformas previstas en el sistema electoral (es decir, cambiar de representación proporcional a un sistema basado en las circunscripciones) que eran importantes para Ben-Gurión.
El partido se presentó en las elecciones de 1965 en una plataforma que proponía el cambio del sistema electoral. Aunque Ben-Gurión esperaba desplazar a la coalición política Alineamiento como partido de izquierdas líder en la Knéset, Rafi sólo obtuvo 10 escaños. A principios de 1967, Rafi y el partido Gahal de Menájem Beguín discutieron la idea de formar una coalición de centro-derecha para desafiar al Mapai. El partido no fue incluido en el gobierno de coalición de Levi Eshkol hasta la formación del gobierno de la unidad nacional (en la que Dayan sustituyó a Eshkol como ministro de defensa), el día que comenzó la Guerra de los Seis Días; el partido derechista Gahal también se unió al gobierno el 5 de junio.
El 23 de enero de 1968, el partido se fusionó con Ajdut HaAvodá y Mapai para formar al Partido Laborista Israelí y dejó de existir como entidad independiente. Sin embargo, Ben-Gurión no pudo reconciliarse con sus antiguos compañeros del Mapai y se apartó del partido para sentarse como parlamentario independiente durante el resto de la legislatura. Antes de las elecciones de 1969, fundó otro partido, la Lista Nacional. Sin embargo, después de que Ben-Gurión se retirara de la política en 1970, se acabó fusionando con el Centro Libre y Gahal para formar el Likud. El nombre Rafi se resucitó brevemente durante la novena Knéset y, de nuevo, durante la décima, cuando los escindidos del Likud se llamaron Rafi - Lista Nacional. El partido fue rebautizado más tarde como Ometz.

## Resultados electorales
| Elecciones | Líder            | Votos       | %   | Escaños | Gobierno  |
| ---------- | ---------------- | ----------- | --- | ------- | --------- |
| 1965       | David Ben-Gurión | 95.328 (#4) | 7,9 | 10/120  | Coalición |